# Фулдабрик
Фулдабрик (њем. Fuldabrück) општина је у њемачкој савезној држави Хесен. Једно је од 29 општинских средишта округа Касел. Према процјени из 2010. у општини је живјело 8.758 становника. Посједује регионалну шифру (AGS) 6633008.

## Географски и демографски подаци
Фулдабрик се налази у савезној држави Хесен у округу Касел. Општина се налази на надморској висини од 146 метара. Површина општине износи 17,8 km². У самом мјесту је, према процјени из 2010. године, живјело 8.758 становника. Просјечна густина становништва износи 491 становника/km².

## Међународна сарадња
| Мјесто      | Држава   | Врста сарадње | Од    |
| ----------- | -------- | ------------- | ----- |
| Санкт Јохан | Аустрија | партнерство   | 1979. |
| Извор       |          |               |       |